# آیمو هیلمان
آیمو هیلمان (آلمانی: Aimo Heilmann؛ زادهٔ ۲۲ اکتبر ۱۹۷۴) شناگر اهل آلمان بود.